# ポケベルが鳴らなくて (曲)
「ポケベルが鳴らなくて」（ポケベルがならなくて）は、国武万里の2作目のシングル。1993年7月21日にmeldacから発売された。

## 背景
表題曲の「ポケベルが鳴らなくて」は、日本テレビ系ドラマ『ポケベルが鳴らなくて』の主題歌（オープニングテーマ）に使用され、劇中で『ポケットベル（ポケベル）』は、二人の重要な通信ツールとなっており、主人公に想いを表現したヒロインの心境を表現した歌詞となっている。

## 記録
今作は、50万枚を超えるヒット曲となり、国武は第35回日本レコード大賞の新人賞と、第31回ゴールデン・アロー賞の新人賞（音楽） を同時に受賞した。

## 収録曲
| 全作詞: 秋元康、全作曲: 後藤次利、全編曲: 後藤次利、コーラスアレンジ: 高尾直樹。 |                                              |        |            |      |
| #                                                                                | タイトル                                     | 作詞   | 作曲・編曲 | 時間 |
| 1.                                                                               | 「ポケベルが鳴らなくて」                     | 秋元康 | 後藤次利   | 6:22 |
| 2.                                                                               | 「もっとわがままなあなたでいて」             | 秋元康 | 後藤次利   | 4:39 |
| 3.                                                                               | 「ポケベルが鳴らなくて」(オリジナルカラオケ) | 秋元康 | 後藤次利   | 6:22 |
| 合計時間:                                                                        | 合計時間:                                    | 17:23  |            |      |

## 収録作品
| # | 楽曲                             | アルバム                                            | 発売日        | 備考             |
| - | -------------------------------- | --------------------------------------------------- | ------------- | ---------------- |
| 1 | 「ポケベルが鳴らなくて」         | 『君は青空に似ている』                              | 1993年8月21日 | 1stアルバム      |
| 1 | 「ポケベルが鳴らなくて」         | 『国武万里 Best Selection〜ポケベルが鳴らなくて〜』 | 1996年6月26日 | ベスト・アルバム |
| 1 | 「ポケベルが鳴らなくて」         | 『ベストアルバム』                                  | 2019年1月16日 | ベスト・アルバム |
| 2 | 「もっとわがままなあなたでいて」 | 『国武万里 Best Selection〜ポケベルが鳴らなくて〜』 | 1996年6月26日 | ベスト・アルバム |
| 2 | 「もっとわがままなあなたでいて」 | 『ベストアルバム』                                  | 2019年1月16日 | ベスト・アルバム |